# Вегоритис
Вегори́тис (греч. Βεγορίτις ή Βεγορίτιδα ή Λίμνη Οστρόβου) — озеро в Греции, в периферии Центральная Македония.
Расположено в северо-западной части материковой Греции, на границе периферийных единиц Козани, Пела и Флорина. На северо-восточной берегу озера расположен малый город Арниса. Площадь озера — 54 квадратных километров, Вегоритис имеет тектоническое происхождение. Площадь водосбора озера 1853 квадратных километра. Водосборный бассейн ограничен с севера горами Ворас, на востоке горами Вермион. В 2 километрах к западу расположено озеро Петрон, дальше к юго-западу — озера Зазари и Химадитис. В длину озеро достигает 14,8 километра, в ширину — более 6,9 километра. Зеркало озера расположена на высоте 540 метров над уровнем моря.
Является третьим по величине природным озером в Греции, используется для орошения сельскохозяйственных земель.
Вегоритис богато рыбой, известно 20 видов, в том числе: сазан, обыкновенный сом, серебряный карась, речной угорь, щука, обыкновенная плотва, краснопёрка, линь, Alburnus thessalicus, Barbus balcanicus, Gobio bulgaricus, Pachychilon macedonicum, Rhodeus meridionalis и Squalius vardarensis. В озеро завезены сиги, кижуч, микижа и американская палия. В озере обитает широкопалый речной рак.
На берегах озёр Вегоритис и Петрон встречаются 162 вида птиц, из которых гнездятся 87, в том числе средиземноморский сокол. Встречается, но не воспроизводится в области орлан-белохвост. Важная область для зимующих уток и гусей. Воспроизводятся белоглазый нырок и малый баклан. Западное побережье озера Вегоритис и область озера Петрон входят в сеть охранных участков «Натура 2000».
По берегу озера проходит железная дорога Салоники — Битола.
Озеро имеет малый подземный сток в реку Эдесеос. В 1954 году Государственная энергетическая корпорация Греции превратила озеро в водохранилище, сток из которого по каналу длиной 6035 метров у Арниса отводится в водохранилище Аграс (Аграс-Врита-Нисион) площадью 6 квадратных километров для нужд гидроэлектростанции Аграс.